# Nikita Tankov
Nikita Vjačeslavovič Tankov (in russo Никита Вячеславович Танков?; San Pietroburgo, 29 settembre 1996) è un calciatore russo, attaccante dell'Afif.

## Carriera
Cresciuto nelle giovanili del Rubin, nel 2016 si trasferisce al CRFSO Smolensk, rimanendovi fino al 2018. Nel gennaio del 2019, si trasferisce all'Alaškert, formazione militante nella massima serie armena, con la quale esordisce nelle competizioni europee.

## Palmarès

### Club

#### Competizioni nazionali
- Coppa d'Armenia: 1

Alaškert: 2018-2019
- Campionato armeno: 1

Alaškert: 2020-2021